# Рівне (Новомиргородська міська громада)
Рі́вне — село в Україні, у Новомиргородській міській громаді Новоукраїнського району Кіровоградської області. Населення становить 127 осіб.

## Історія
Рівне виникло в ході повоєнної відбудови як відділкове село Капітанівського цукрового радгоспу.
Найменування вулиць у селі відсутнє.

## Населення
Згідно з переписом УРСР 1989 року чисельність наявного населення села становила 105 осіб, з яких 45 чоловіків та 60 жінок.
За переписом населення України 2001 року в селі мешкало 127 осіб.

### Мова
Розподіл населення за рідною мовою за даними перепису 2001 року:
| Мова       | Відсоток |
| ---------- | -------- |
| українська | 94,49 %  |
| молдовська | 2,36 %   |
| російська  | 2,36 %   |
| білоруська | 0,79 %   |